# Fissidens antrophyi
Fissidens antrophyi är en bladmossart som beskrevs av C. Müller 1869. Fissidens antrophyi ingår i släktet fickmossor, och familjen Fissidentaceae. Inga underarter finns listade i Catalogue of Life.